# 3630 Lubomír
3630 Lubomír là một tiểu hành tinh vành đai chính với chu kỳ quỹ đạo là 1682.9757142 ngày (4.61 năm).
Nó được phát hiện ngày 28 tháng 8 năm 1984.